# Schönauer Viertel

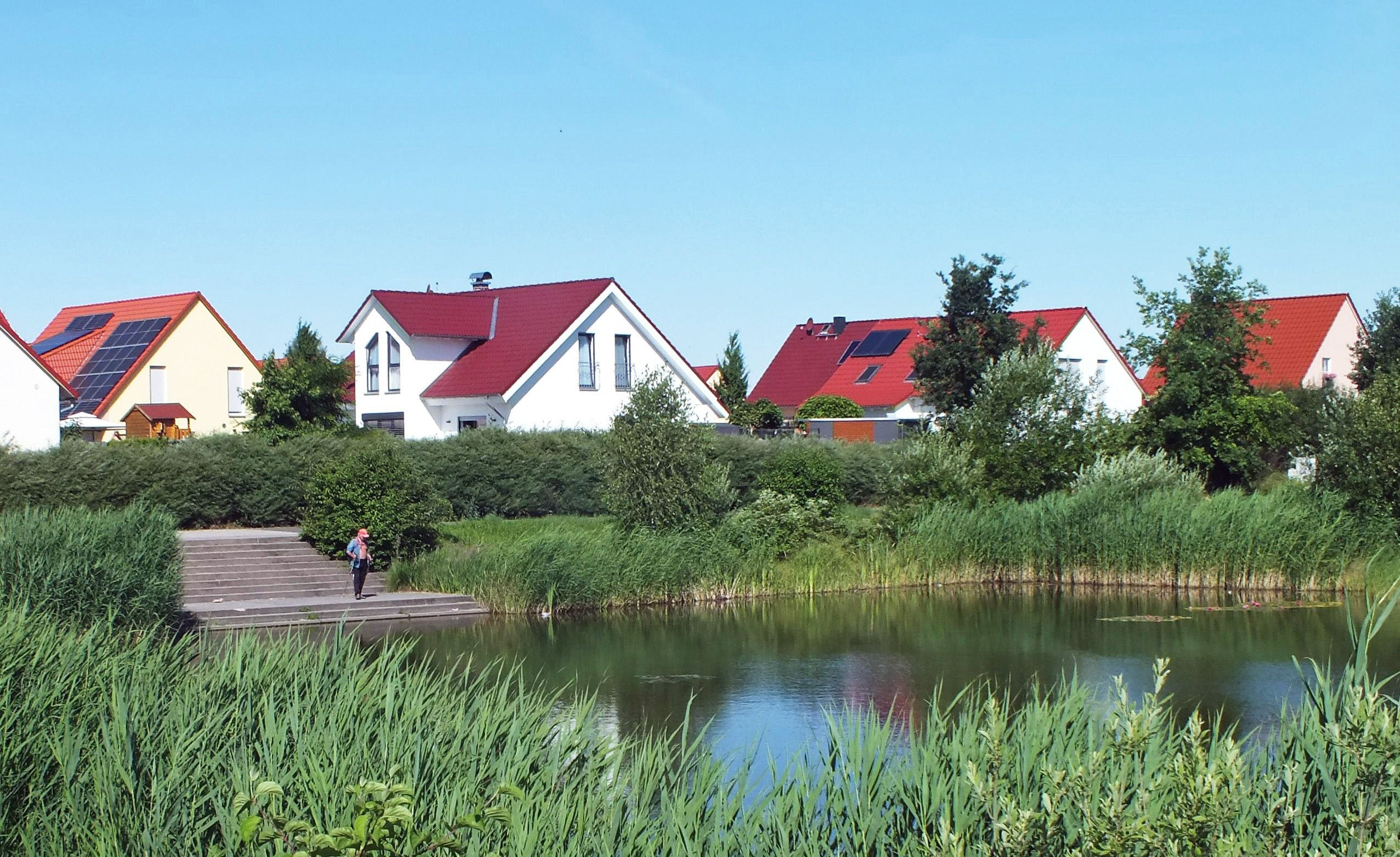
Im Schönauer Viertel (2021)

Das Schönauer Viertel ist ein im Wesentlichen aus Siedlungshäusern bestehendes Wohnquartier im Leipziger Ortsteil Schönau auf einem ehemaligen Kasernengelände.

## Lage und Beschreibung

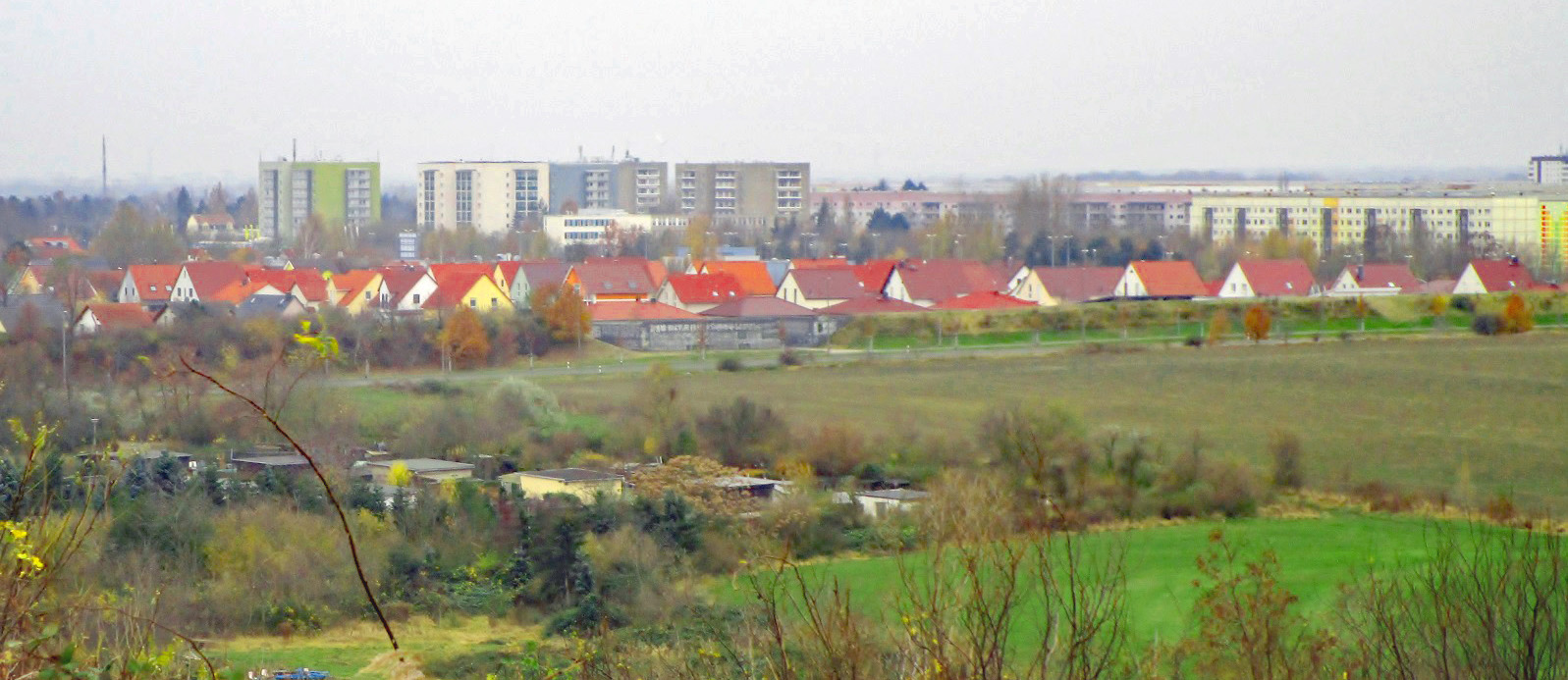
Das Schönauer Viertel von Norden

Das Schönauer Viertel liegt zwischen den Grünauer Wohnkomplexen WK 5.1 und WK 7. Es wird im Süden begrenzt von der Lützner Straße und im Uhrzeigersinn weiter von der Kiewer und der nach Norden unbebauten Lyoner Straße sowie dem Schönauer Ring.
In über 200 zumeist anderthalbstöckigen Einfamilien- und einigen mehrgeschossigen Häusern leben circa 1200 Menschen. Die Straßen sind sämtlich nach Thüringer Städten benannt. Am östlichen Rand des Viertels befindet sich eine Straßenbahn-Endstelle. Die Versorgung des täglichen Bedarfs sichert eine am Westrand gelegene Kauflandfiliale.
In Ost-West-Richtung durchzieht ein etwa 30 Meter breiter geschwungen verlaufender und teilweise mit Bäumen bestandener Wiesenstreifen das Viertel, die Schönauer Welle, der nur Grundstücksrückseiten zugekehrt sind. Durch Spielgeräte entsteht eine „Spielwiese“. 

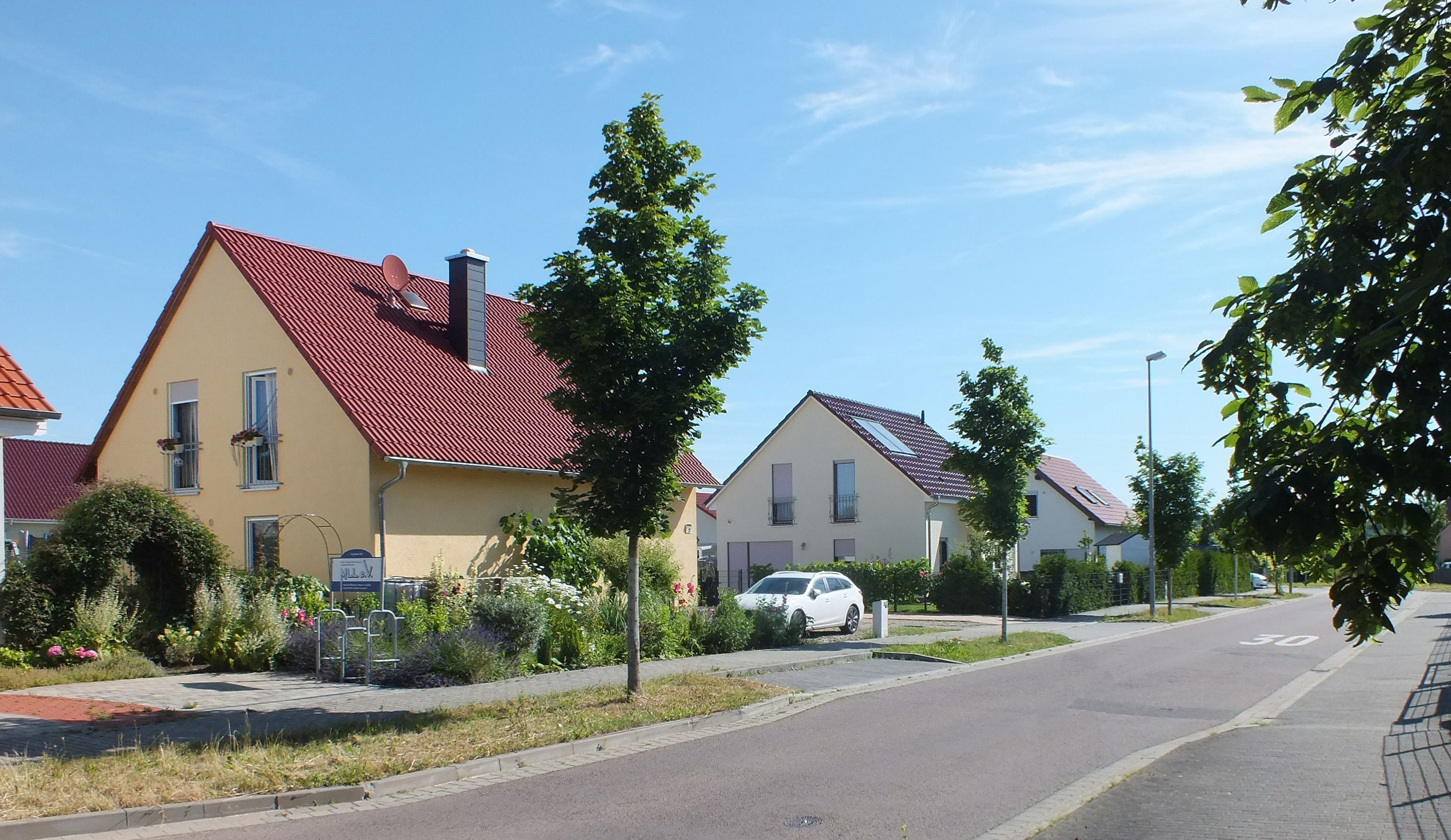
In der Weimarer Straße
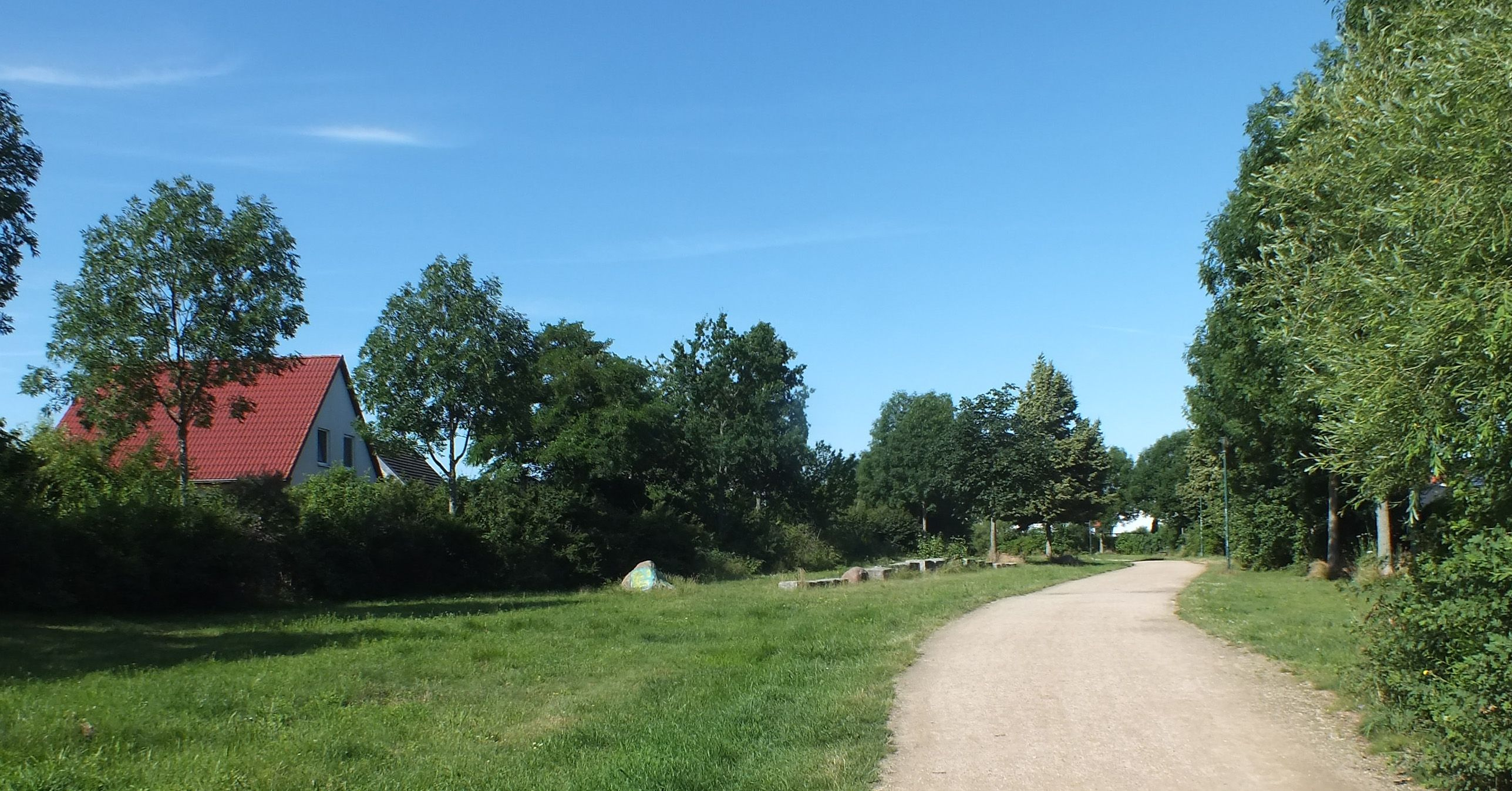
Spiel- und Erholungsgebiet Schönauer Welle
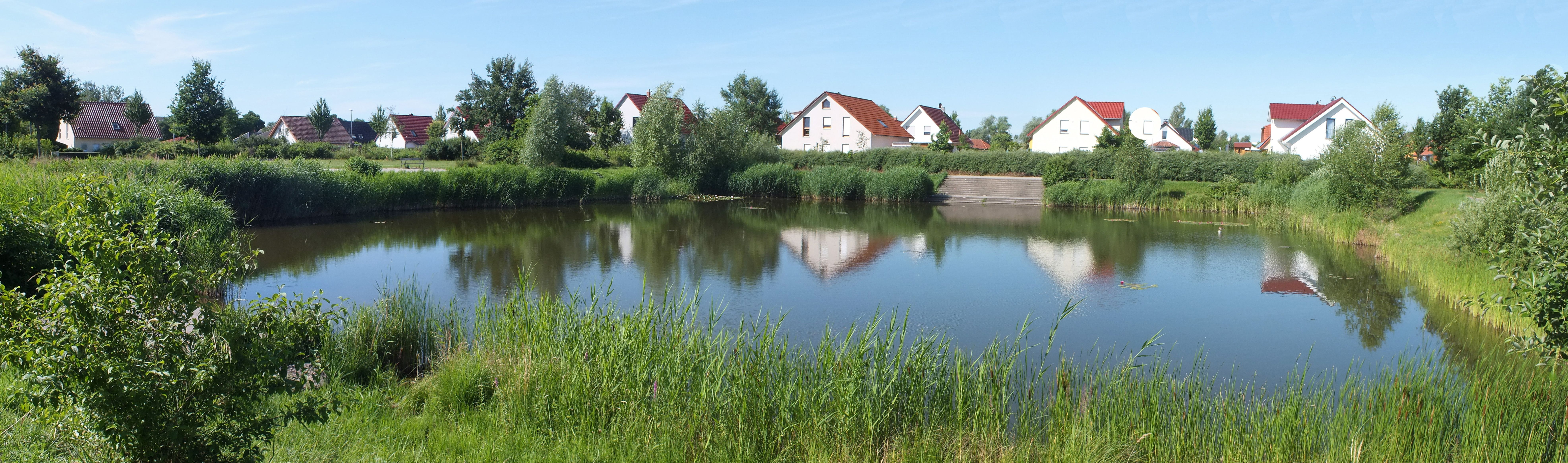
Der Teich im Schönauer Viertel

Eine weitere 1,5 Hektar große Grünfläche liegt weiter nördlich. In ihrer Mitte befindet sich ein 2000 m² großer, schilfumrandeter quadratischer Teich mit zwei Treppenanlagen – der ehemalige Feuerlöschteich der früheren Kaserne.
An sozialen Einrichtungen finden sich im Südwestteil des Schönauer Viertels ein Seniorenwohnheim und eine Kindertagesstätte.

## Geschichte

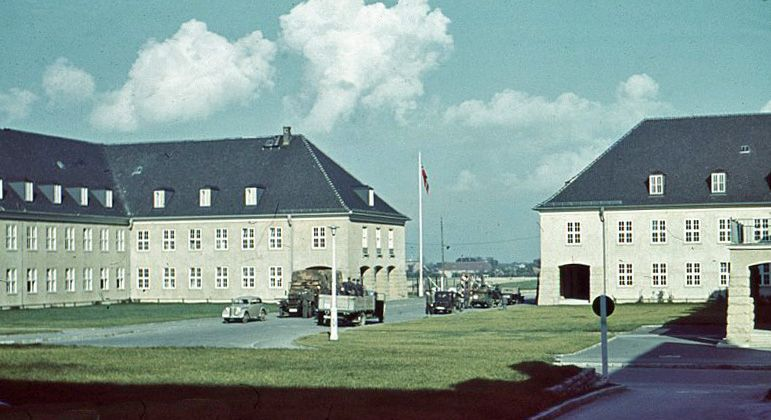
Die Schönauer Kaserne 1938

1935/1936 wurde neben dem zu Leipzig gehörenden Dorf Schönau eine Kaserne errichtet. Es zog eine Flak-Abteilung mit vier Batterien leichter Flakgeschütze (2 und 3,7 cm) ein. 1939 kam eine Luftwaffenfachschule hinzu und von 1940 bis 1942 das Prüfungslager der Luftwaffe, eine Art Erziehungseinrichtung.
Beim Einmarsch der US-Army im April 1945 war die Kaserne völlig geräumt, aber auch geplündert. Nach der Übergabe Leipzigs an die Rote Armee bezog diese die Truppenunterkunft und nutzte sie bis 1991. In dieser Zeit wurden auf dem Kasernengelände Wohnhäuser für die Familien der Offiziere gebaut. Erwähnenswert ist eine große Explosion von Munition auf dem Kasernengelände am 24. September 1982.
Nach dem Abzug der Roten Armee verblieb ein braches, mit Altlasten und Kampfmitteln kontaminiertes Areal. 1994 beschloss der Stadtrat, hier einen Wohnstandort zu entwickeln. 1995 und 1996 wurde das Baufeld freigemacht, was außer Abriss vor allem Beseitigung von Altlasten und Kampfmitteln bedeutete. Der ursprünglich auf Geschosswohnungsbau ausgerichtete Bebauungsplan wurde zugunsten von Baugrundstücken für privat zu errichtende freistehende Einzelhäuser geändert. Die Erschließung des Geländes übernahm die Gesellschaft der Stadt Leipzig zur Erschließung, Entwicklung und Sanierung von Baugebieten mbH (LESG). Außer Ver- und Entsorgungsleitungen wurden mehr als sechs Kilometer Straßen gebaut, im Nord-West-Areal ein Lärmschutzdamm errichtet sowie Grünflächen gestaltet. 13 Millionen Euro kostete die Kaserne, und 52,4 Millionen Euro wurden in das Gelände investiert. 2016 wurde das Schönauer Viertel als fertig bezeichnet.